# Вихлянцево
Вихлянцево — село в Камышинском районе Волгоградской области, административный центр Сестренского сельского поселения.
Население — 1103 чел. (2010)

## История
Основано как хутор Вихлянцев в 1770-х годах. Хутор относился к обществу села Сестренки Камышинского уезда Саратовской губернии В 1890 году в хуторе имелось 62 двора.
С 1928 года в составе Сестренского сельсовета Камышинского района Камышинского округа (округ ликвидирован в 1934 году) Нижневолжского края (с 1935 года — Сталинградского края, с 1936 года — Сталинградской области, с 1961 года — Волгоградской области). В 1950-начале 1960-х в Вихлянцево были переселены жители села Сестренки.

## Общая физико-географическая характеристика
Село расположено в степной местности, в пределах Приволжской возвышенности, являющейся частью Восточно-Европейской равнины, на реке Вихлянцева, на высоте около 45 метров над уровнем моря. Рельеф местности холмисто-равнинный, развита овражно-балочная сеть. Почвы каштановые.
Автомобильными дорогами Вихлянцево связано с хутором Ионов (2,5 км) и федеральной автодорогой Р228 (7 км). По автомобильным дорогам расстояние до районного центра города Камышин — 16 км, до областного центра города Волгоград — 190 км. К селу имеется подъезд от региональной автодороги Камышин — Иловля (3,3 км)
Климат
Климат умеренный континентальный (согласно классификации климатов Кёппена — Dfa). Многолетняя норма осадков — 393 мм. Наибольшее количество осадков выпадает в июле — 47 мм, наименьшее в марте — 22 мм. Среднегодовая температура положительная и составляет + 7,0 °С, средняя температура самого холодного месяца января −9,4 °С, самого жаркого месяца июля +23,0 °С.

## Население
| 2002 |
| ---- |
| 1143 |

| 2010 |
| ---- |
| 1103 |